# Diegese
Diegese (fransk: diégèse, efter oldgræsk: διήγησις, diegesis, fortælling, diskussion, forklaring) er et analytisk koncept i fortælleteorien, der vedrører det rumlige, tidslige og kausale system, der potentielt er tilgængeligt for karaktererne i en fortælling. Diegesen er således det univers, fortællingen skaber, og som modtageren må acceptere for at forstå fortællingen. Diegesen har typisk lighedstræk med den virkelige verden, men kan adskille sig eksempelvis i fantastiske fortællinger, som det gør sig gældende i fablen, fantasy-genren og science fiction-fortællinger.:13-14 
Begrebet diegese kommer af de oldgræske ord diegesis (forklaring) og diegeisthai (at fortælle), der betegner en forklaring fra begyndelse til ende. Det er imidlertid vigtigt at skelne mellem diegese og diegesis. Ifølge den franske litteraturteoretiker Gérard Genette er "diegesis (...) et helt univers snarere end en sammenkædning af handlinger. Det er derfor ikke historien, men universet, den foregår i.":201f  For den franske filosof Étienne Souriau inkluderer diegesen "alt, hvad der sker i den præsenterede fiktion, og hvad det indebærer, hvis det tages som sandt.":156 
I filmteori kendes begrebet både det, der kendes som filmens univers, men også brugt knyttet til især filmens lyd. Musik og lyde, der tænkes at være tilgængelige for karaktererne i filmens univers, kaldes diegetisk lyd, mens musik og lyde, der ligger uden for universet og således kun er tilgængeligt for seeren af filmen, kaldes ekstra-diegetisk lyd.:139  Eksempelvis kaldes musik, der spilles af en radio i en stue med andre karakterer, for diegetisk musik, mens underlægningsmusikken, der spilles samtidig med et stort slag i en fantasyfilm, kaldes ekstra-diegetisk musik.
I litteraturteorien kan diegese-begrebet bruges til at skelne mellem fortællertyper. Hvor fortællinger med en fortæller, der befinder sig inden for diegesen, kaldes homodiegetiske, kaldes fortællinger, hvor fortælleren befinder sig uden for diegesen, for heterodiegetiske. Homodiegetiske fortællinger vil typisk have førstepersonsfortællere eller andenpersonsfortællere, mens heterodiegetiske fortællinger typisk har tredjepersonsfortællere og/eller altvidende fortællere.